# HD 129462
HD 129462，又名CP-57 6772，SAO 241966、HR 5486，是一颗恒星，视星等为6.11，位于銀經317.32，銀緯1.19，其B1900.0坐标为赤經14h 37m 29.3s，赤緯-58° 1.19′ 6″。